# محمد ارزنده

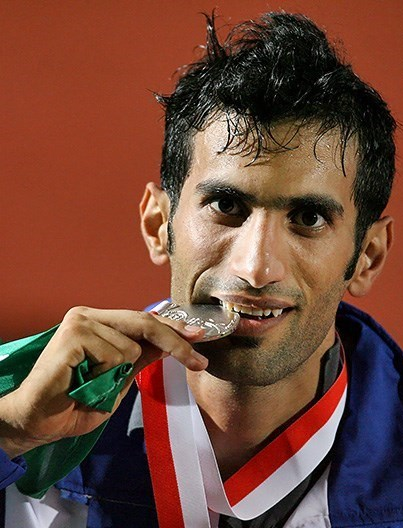
محمد ارزنده در سال ۲۰۱۳، با مدال نقره

محمد ارزنده (زادهٔ ۸ آبان ۱۳۶۶ در بروجن) ورزشکار دو و میدانی و رکورددار پرش طول ایران با ۸ متر و ۱۷ سانتیمتر است.

## افتخارات
ارزنده مقام چهارم جوانان جهان و مقام سوم جوانان آسیا را در کارنامه دارد. او در قهرمانی داخل سالن آسیا در سال ۲۰۱۴ با پرش ۷٫۸۰ متر به مدال نقره رسید.
ارزنده رکورددار نوجوانان، جوانان و بزرگسالان ایران در مادهٔ پرش طول است. همچنین، او موفق به کسب آخرین سهمیهٔ ایران در المپیک تابستانی ۲۰۱۲ لندن شد و در این میدان با پرشی به میزان ۷ متر و ۸۴ سانتیمتر در دور مقدماتی حذف گردید.
ارزنده همچنین در المپیک تابستانی ۲۰۱۶ ریو در کشور برزیل، با پرشی به میزان ۷ متر و ۳۱ سانی متر در دور مقدماتی رقابت‌های پرش طول حذف شد.